# Jealous
"Jealous" is een single van de Britse singer-songwriter Labrinth. Het nummer werd uitgebracht als single in 2014.

## Achtergrond
Jealous is geschreven door Josh Kear, Natalie Hemby en Tim McKenzie en geproduceerd door Labrinth. Het nummer is geschreven richting zijn vader, welke zijn familie in de steek had gelaten toen hij vier jaar was. Het nummer zou een onderdeel moeten worden van het album Take Me To The Truth, maar dit album is nooit uitgebracht. Het nummer was een bescheiden hit in verschillende landen, met een hoogste notering (#7) in het thuisland van de zanger. In Nederland haalde het de Top 40 niet, maar bereikte het wel de 46e plek in de Single Top 100.